# 皮氏葉蟎
皮氏葉蟎（学名：Tetranychus piercei）为葉蟎科葉蟎屬下的一个种。